# Udalrich II. (Mähren)
Udalrich II. (auch Ulrich, Oldericus, dei gratia Morauorum dux oder Oldřich; * 1134; † 18. Oktober 1177) wurde 1152 Herzog zu Königgrätz und herrschte von 1173 bis 1176 als Herzog zu Olmütz.

## Abstammung
Er stammte aus dem Geschlecht der Přemysliden und war der jüngere Sohn des Herzogs Soběslav I. aus dessen Ehe mit Adelheid von Ungarn (Adleyta), der Tochter des Almusch von Ungarn (Almuš Uherský).

## Leben
Angeblich versprach Udalrich II. um 1152 dem Kaiser Friedrich Barbarossa eine größere Summe Geldes, wenn er ihm – und nicht seinem Vetter Vladislav II. – das Herzogtum Böhmen zum Lehen geben würde. Nach Intervention von Bischof Daniel aus Prag einigten sich alle Parteien darauf, Udalrich II. die Burg Gradetz (Königgrätz) zu überlassen, während eine kaiserliche Urkunde von 1158 Vladislav II. als „dux“ (dt. „Herzog“) von Böhmen bezeichnet.
Der Ausgleich hielt nicht lange und Udalrich II. floh nach Polen ins Exil, dann zum Hof des Kaisers, wo er ab 1162 als kaisertreuer Gefolgsmann gern gesehen war. Er nahm an mehreren Italienfeldzügen des Kaisers Friedrich Barbarossa teil.
Als Vladislav II. abdankte und Udalrich II. 1173 die Gelegenheit erhielt, das Herzogtum Böhmen zu übernehmen, lehnte er diese Ehre zugunsten seines älteren Bruders Soběslav II. ab. Für seinen Verzicht wurde er mit dem Herzogtum Olmütz in Mähren entschädigt.
Udalrich II. war in erster Ehe mit Cäcilie von Thüringen, einer Ludowingerin verheiratet. Sie war eine Tochter des Landgrafen von Thüringen Ludwigs I. In zweiter Ehe war er mit Sophie von Wettin verheiratete, einer Tochter des Markgrafen von Meißen Otto dem Reichen.